# Ponte della Trinità
Il Ponte della Trinità (in russo Троицкий мост?, Troickij most) è un viadotto a 10 archi in acciaio e basamenti in granito che sorge sul fiume Neva, a San Pietroburgo.
È un ponte mobile che collega l'isola di Pietrogrado, per mezzo del corso proveniente dall'isola di Pietra (Каменноостровский проспект), tramite il crocevia che lo vede collegarsi col lungoneva Pietro (Петровская набережная) e l'incrocio congiungente piazza Suvorov (col vicino monumento) prospiciente il Campo di Marte; il lungoneva del Palazzo e il lungoneva Kutuzov sull'isola dell'Ammiragliato, tra il Palazzo di Marmo e il Canale dei Cigni.